# Medina de Pomar
Medina de Pomar es un municipio y localidad española del norte de la provincia de Burgos, en la comunidad autónoma de Castilla y León. Con una población de 5979 habitantes (INE 2024), se trata del municipio más poblado de la comarca de Las Merindades. Su entorno está caracterizado por los paisajes ribereños de los ríos Nela y Trueba o Salón, los escarpes de la sierra de la Tesla, los pinares de Losa, y los llanos dedicados al cultivo de cereal, patata y lechuga. El término está compuesto por Medina, la capital, y sus 18 pedanías y 17 barrios.

## Geografía

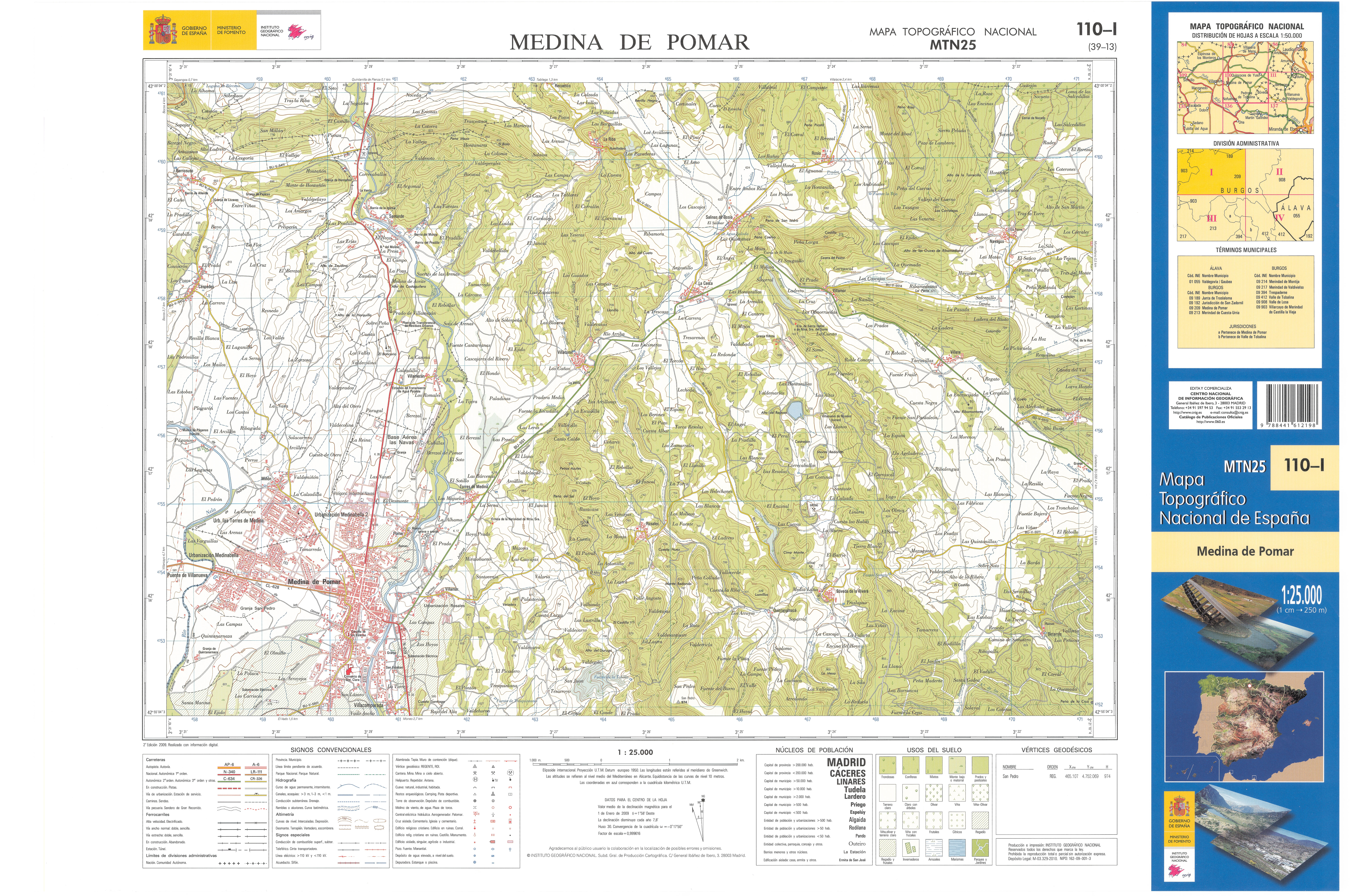
Fragmento de la hoja 110 del Mapa Topográfico Nacional de España de 2009 en el que se representa parte de Medina de Pomar

La localidad de Medina de Pomar se encuentra situada en el centro de la comarca de Las Merindades, en un extremo de su extenso municipio.
- Dista respecto a las principales poblaciones de la zona a: 8 km de Villarcayo, 17 km de Trespaderne y unos 20 km de Espinosa de los Monteros.
- Dista respecto de las capitales de provincia cercanas a: 66 km de Bilbao, 85 km de Burgos, 107 km de Santander, 102 km de Vitoria y 130 km de Logroño.

### Zonas verdes
La ciudad de Medina cuenta con varias zonas verdes situadas en la ribera del río Trueba. Estas áreas naturales son el mejor espacio para contemplar la naturaleza, pasear, etc., sin salir del casco urbano.
La Chopera: es un parque de mediana extensión que está formado por una zona verde sembrada por chopos, bancos, merenderos y barbacoas. Está situada junto al complejo escolar, el polideportivo municipal y las piscinas climatizadas en el paseo de la Virgen. Junto a esta zona verde, podemos encontrar parques infantiles, merenderos y aparcamiento.

Parque de Nuestra Señora del Rosario: este parque recibe su nombre por estar situado junto al santuario de Nuestra Señora del Rosario. Se encuentra entre la Chopera y el campo municipal de fútbol “Jesús María Pereda”. Diferentes tipos de árboles y plantas hacen de este espacio un lugar tranquilo y único.

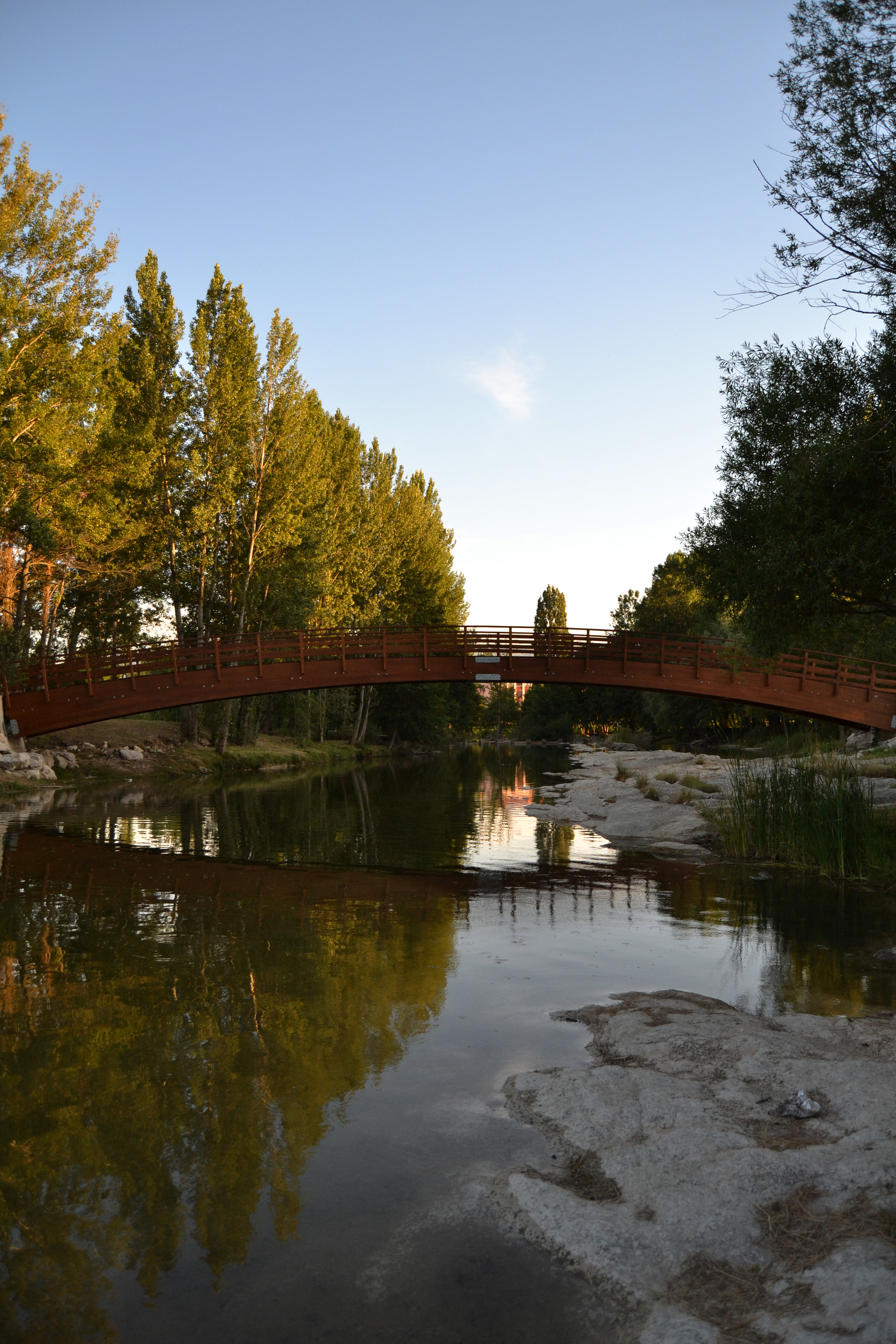
Río Trueba a su paso por el parque de Villacobos

Parque de Villacobos: Es el parque más grande del municipio. En verano se convierte en zona de recreo y de baño, al estar junto al río Trueba. Una zona de paseo nos introduce al parque y tras cruzar un pequeño puente encontramos merenderos, zonas infantiles, etc.
Además, una pasarela de madera que atraviesa el río nos comunica con el parque de Villamar. Precisamente desde este barrio medinés se empezó a suministrar luz eléctrica de forma industrial a los primeros abonados, allá por finales del siglo XIX. Desde el puente se pueden disfrutar de las vistas del Pozo de la Peña, la zona de baño que se utiliza en los meses de verano. El Pozo de la Peña fue durante décadas la gran "piscina" donde aprendieron a nadar los medineses. Hoy su caudal bastante reducido, sigue siendo una zona de esparcimiento muy popular en la ciudad.

#### Red de senderos
Medina de Pomar cuenta con una amplia red de senderos homologados. Los senderos y caminos señalizados se dividen en un GR-186 de 73 km y 11 PR numerados entre el BU 134 y el BU144.

## Historia

### Etimología
Según estudios el nombre de Medina de Pomar vendría de una parte árabe y otra latina: Medina procede del árabe debido a la presencia de mozárabes y significa "ciudad", Pomar procede del latín y significa "lugar de manzanos". Lo que su traducción correspondería con 'ciudad de los manzanos'.

### Historia

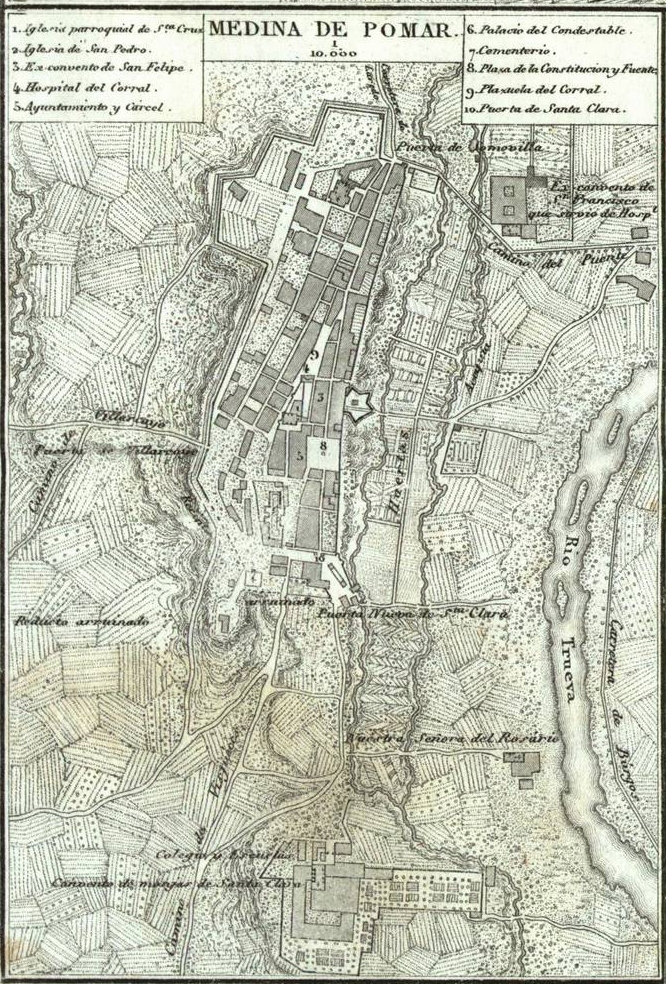
Mapa de la localidad cabecera del municipio publicado en 1868 realizado por Francisco Coello

Tal como señala el libro Becerro de las Behetrías de Castilla (1352) “este lugar es del Rey y fue siempre de los reyes”, situación que se mantuvo hasta que en 1369 Enrique II de Trastámara recompensó a su camarero Mayor Pedro Fernández de Velasco, dándosela en señorío, documento depositado en el Museo Histórico de Las Merindades, ubicado en Castillo de los Velasco.
Debido a la presencia de los Condestables, el rey Felipe II sentenció el futuro de Medina al ordenar en 1562 el traslado de la Audiencia y Alcaldía mayor de las merindades a Villarcayo, siendo esta desde entonces la capital de la comarca de Las Merindades.
Medina de Pomar fue realenga, señorío, villa y, ahora, ciudad.

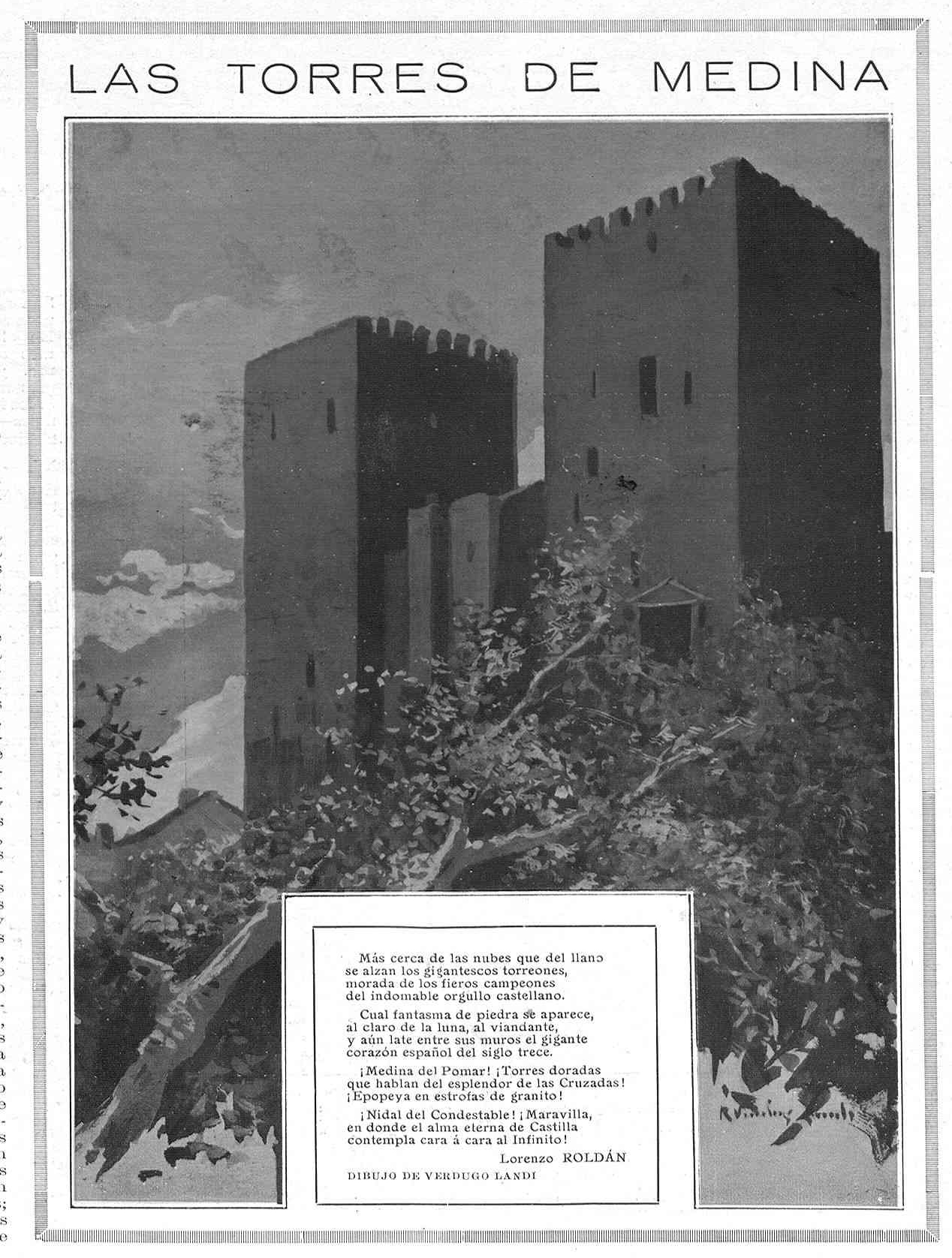
«Las torres de Medina». Dibujo de Ricardo Verdugo Landi (La Esfera, 1923)

### Concesiones y visitas reales
- Alfonso VIII, que en el siglo xii concedía a Medina de Pomar el fuero (similar al de Logroño), por el que se le atribuyen varias funciones de importancia.
- Carlos I, en su último viaje desde Laredo al Monasterio de Yuste, donde se recluyó hasta su muerte; permaneció en este lugar varios días. No se sabe con precisión el lugar donde se hospedó; se piensa que en el Hospital de la Vera Cruz, o en la Casa de la Cadena, aunque lo más probable es que se alojara en el alcázar, ya que los cronistas nos hablan de ”palacio", sin que haya existido nunca ninguno. Lo cierto es que la estancia fue debida a una gastroenteritis y su necesidad de reposo.
- La reina regente María Cristina de Habsburgo-Lorena otorga el 27 de octubre de 1894 el título de ciudad a la entonces villa de Medina de Pomar, como reconocimiento a su apoyo a la causa liberal durante la tercera guerra carlista.[2]

## Demografía
Medina de Pomar cuenta con una población de 5979 habitantes (INE 2024).
| Gráfica de evolución demográfica de Medina de Pomar entre 1842 y 2021 |
| |
| Población de derecho según los censos de población del INE Población de hecho según los censos de población del INEEntre el censo de 1981 y el anterior, crece el término del municipio porque incorpora a Aforados de Moneo, Junta de la Cerca y Junta de Oteo. |

Los datos obtenidos desde 1843 muestran el progresivo aumento de la población. Teniendo en cuenta que en 1843, con el fin del antiguo régimen político, se divide el término municipal en dos ayuntamientos: el municipio de Medina de Pomar con sus pedanías más cercanas, contaba con 720 habitantes; y por otro lado el municipio de Aldeas de Medina, que tenía su casa consistorial en la misma villa de Medina, contaba con 669 habitantes.
En 1973 incorpora el territorio del extinguido municipio de Junta de la Cerca, en 1978 incorpora el territorio del extinguido municipio de Aforados de Moneo, en 1979 incorpora parte del territorio del municipio de Villarcayo de Merindad de Castilla la Vieja (Miñón y Villamezán) y el territorio del extinguido municipio de Junta de Oteo, y en 1983 segrega parte de su territorio que se incorpora al municipio de Valle de Losa (Calzada de Losa, Castresana, Castriciones, Lastras de la Torre, Quincoces de Yuso, Relloso y Villabasil).
No será hasta 1983 cuando se marquen los límites actuales del término municipal.

### Población por núcleos
| Núcleos             | Habitantes (2000) | Habitantes (2010) |
| ------------------- | ----------------- | ----------------- |
| Medina de Pomar     | 4154              | 4630              |
| Angosto             | 15                | 20                |
| Bóveda de la Ribera | 23                | 20                |
| Bustillo de Medina  | 19                | 22                |
| Criales             | 236               | 45                |
| El Vado             | 16                | 10                |
| Gobantes            | 0                 | 2                 |
| La Cerca            | 24                | 17                |
| La Riba             | 12                | 16                |
| Miñón               | 32                | 37                |
| Momediano           | 31                | 15                |
| Moneo               | 52                | 67                |
| Návagos             | 21                | 25                |
| Oteo                | 50                | 50                |
| Paresotas           | 24                | 17                |
| Perex               | 113               | 18                |
| Pomar               | 24                | 18                |
| Quintanamacé        | 4                 | 4                 |
| Recuenco            | 8                 | 2                 |
| Rosales             | 18                | 14                |
| Rosío               | 25                | 16                |
| Salinas de Rosío    | 33                | 18                |
| Santurde            | 43                | 30                |
| Torres              | 46                | 44                |
| Villacomparada      | 83                | 83                |
| Villamezán          | 10                | 12                |
| Villamor            | 8                 | 6                 |
| Villarán            | 2                 | 8                 |
| Villate             | 11                | 9                 |
| Villatomil          | 29                | 30                |

## Administración y política
| Elecciones municipales, 28 de mayo de 2023 |       |         |            |
| Partido                                    | Votos | %       | Concejales |
| PSOE                                       | 1.382 | 49,15 % | 7          |
| PP                                         | 1.137 | 40,43 % | 5          |
| Vox                                        | 246   | 8,75 %  | 1          |

| Periodo   | Nombre                     | Partido |
| --------- | -------------------------- | ------- |
| 1979-1983 | Joaquín Martínez Adúriz    | UCD     |
| 1983-1987 | Avelino Prado Baranda      | AP      |
| 1987-1991 | Jesús Fernández López      | AP      |
| 1991-1995 | Antonio Serna González     | PP      |
| 1995-1999 | Jesús Fernández López      | PP      |
| 1999-2003 | Jesús Fernández López      | PP      |
| 2003-2007 | José Antonio López Marañón | PP      |
| 2007-2011 | José Antonio López Marañón | PP      |
| 2011-2015 | José Antonio López Marañón | PP      |
| 2015-2019 | Isaac Angulo Gutiérrez     | PSOE    |
| 2019-2023 | Isaac Angulo Gutiérrez     | PSOE    |
| 2023-act. | Isaac Angulo Gutiérrez     | PSOE    |

## Patrimonio
Aparte de su historia, otro de los atractivos de Medina es su arquitectura. Las casas blasonadas de su casco histórico, como la de los Salinas-Paz del siglo XIII, el convento de Santa Clara construido en el año 1313, las iglesias de Santa Cruz y Nuestras Señora del Rosario, la casa del Arco de la Cadena, la ermita de San Millán con el museo del románico, etc. Pero quizás, el edificio más emblemático, situado en lo alto de la ciudad, sea el Alcázar de los Condestables o más conocido como “Las Torres” y actual museo Histórico de las Merindades. Esta fortaleza fue mandada edificar por D. Pedro Fernández de Velasco, reinando en Castilla Enrique II en el siglo XIV.
En las 19 pedanías y 17 barrios del municipio, abundan las iglesias románicas, las torres defensivas, y las casonas solariegas, además de interesantes yacimientos como el conjunto romano de Salinas de Rosío.

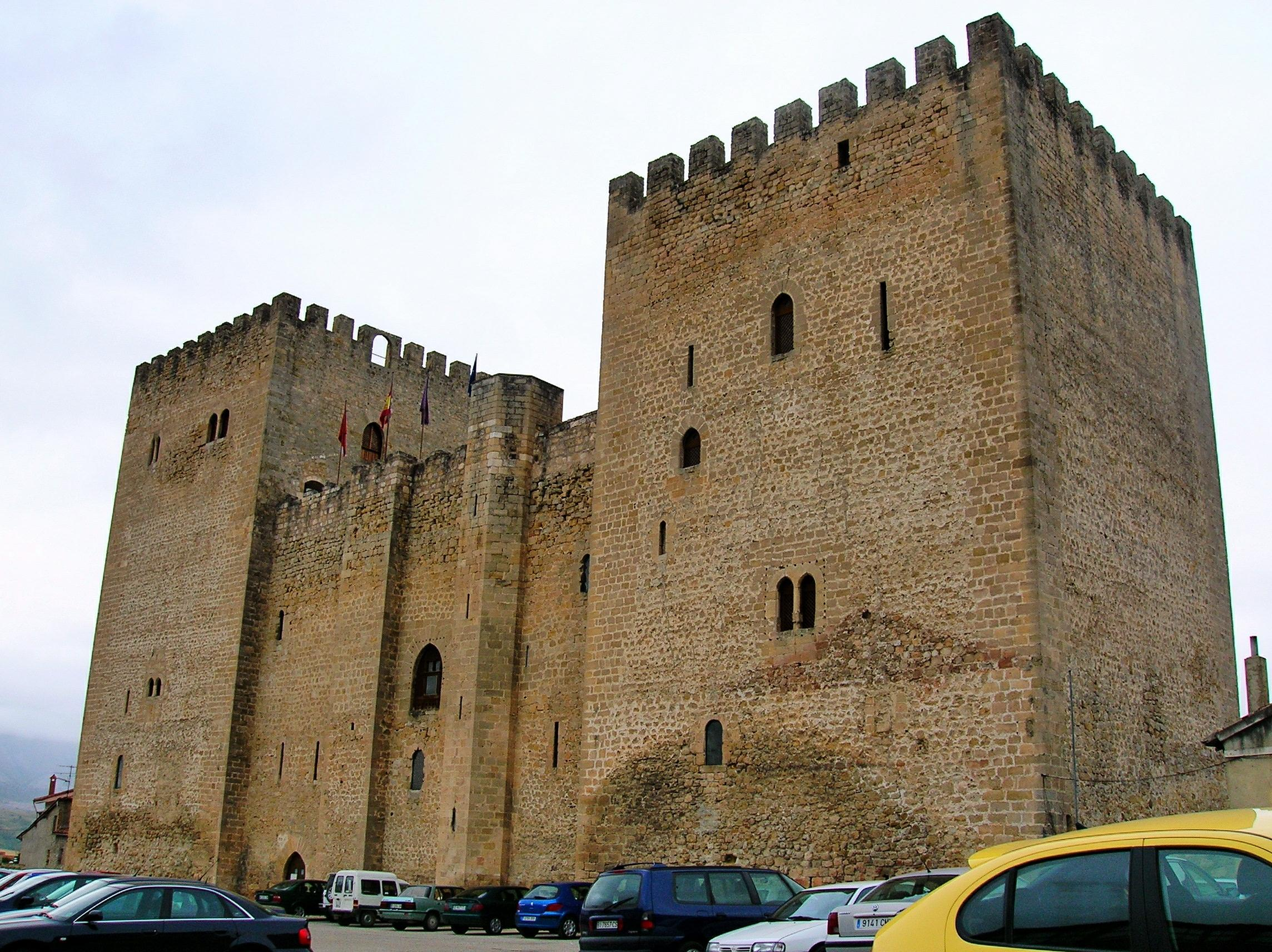
Castillo de los Velasco

### El castillo de los Velasco, o alcázar de los Condestables de Castilla. SigloXIV
El Alcázar de los Condestables fue construido en el extremo suroeste del recinto amurallado de la ciudad. Lo mandó edificar Pedro Fernández de Velasco cuando reinaba Enrique II, del que era Camarero Mayor y posteriormente Condestable de Castilla (nombrado en 1473). Se estima que fue en 1370 cuando se comenzó a construir, y se finalizó en tiempos de Juan Fernández de Velasco.
Conocido popularmente con el nombre de “Las Torres”, fue palacio y castillo defensivo. Está compuesto por dos torres cuadrangulares (la torre sur es más alta que la norte) unidas por un cuerpo central. En 1931 fue declarado BIC (Bien de Interés Cultural) y en su interior alberga el Museo Histórico de Las Merindades.
Los Fernández de Velasco instalaron en el cuerpo central del edificio el gran salón del Alcázar, de grandes dimensiones, y al que se accedía mediante una escalera de caracol. A su derecha, aún se conserva la chimenea destinada a calefacción empotrada en el muro y el husillo de la escalera realizado en sillería.
En la torre sur encontramos el “Salón Noble”, donde se conserva parte de un friso mudéjar que la recorre, formado por medallones unidos entre sí, por otros lobulados y por las armas de los Velasco con adornos y dibujos entrelazados que caprichosamente semejaban a celosías. Además, tiene inscripciones arábigas escritas en caracteres africanos y cúficos. En la actualidad, está destinado a conferencias, reuniones, cursos de verano y celebraciones nupciales. La parte alta de la torre alberga el archivo municipal.
La torre norte carecía de decoración y debió dedicarse a aposentos de las gentes de armas, encargados de su custodia y defensa, y de la servidumbre de los señores.
Las cubiertas en origen serían terrazas de madera, aunque reformas posteriores lo convierten en un tejado de dos aguas en el cuerpo central y con forma piramidal en las torres.
En el siglo XIX, en el año 1896, los Duques de Frías lo ceden en usufructo al Ayuntamiento de Medina de Pomar, para pasar a su completa propiedad.
Fue restaurado en los 90 e inaugurado como museo en noviembre del 2001.

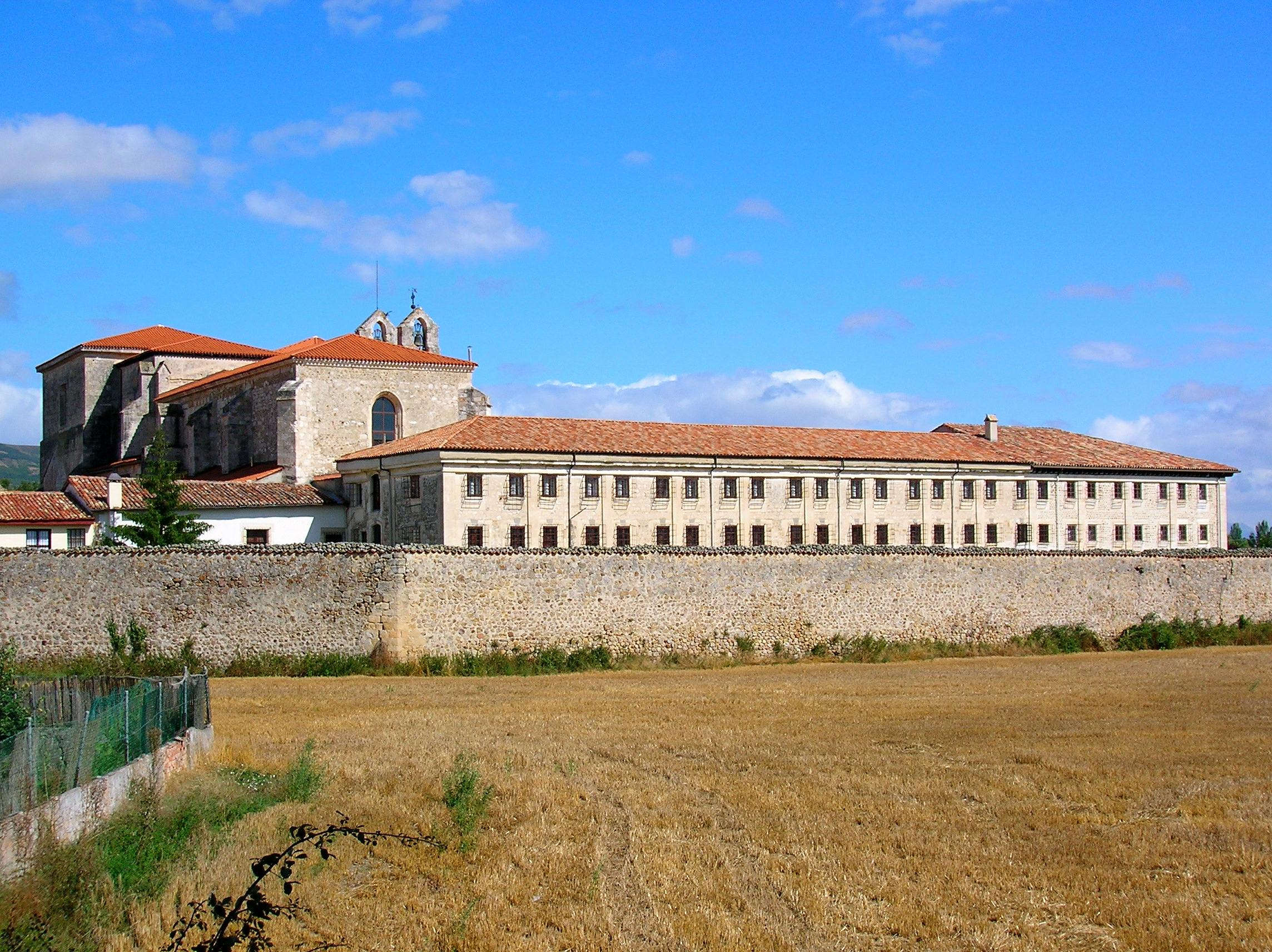
Monasterio de Santa Clara

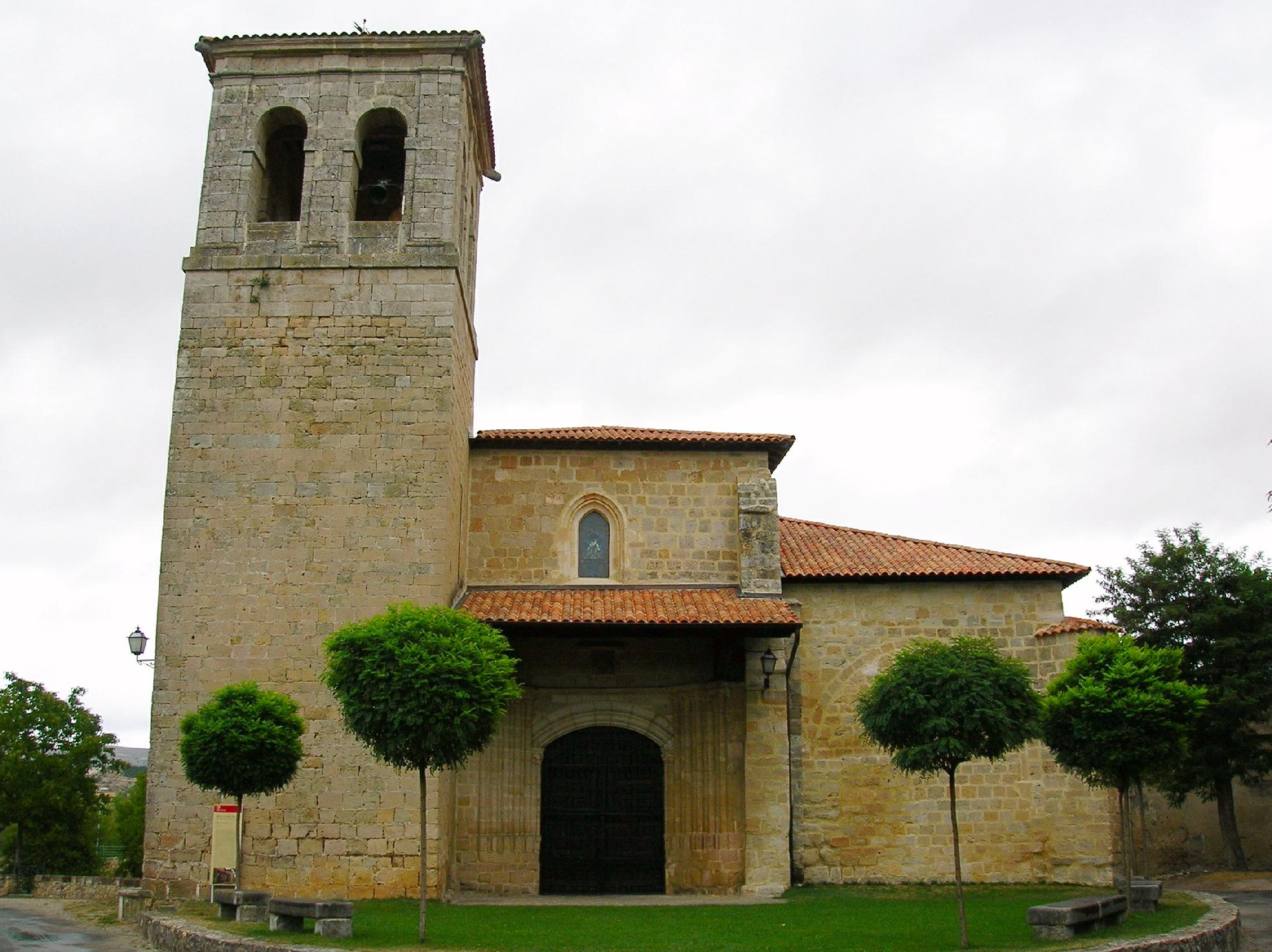
Ermita de Nuestra Señora del Salcinar y del Rosario

### Monasterio de Santa Clara
Ubicado al sur de la ciudad, junto al antiguo Hospital de la Vera Cruz (hoy hospedería) y cerca de la ermita de San Millán, en su interior alberga una iglesia, el panteón familiar de los Velasco y el Museo de los Condestables. Asimismo, dispone de una acogedora hospedería y salas de reuniones. Durante sus siete siglos de historia ha sido habitado por una comunidad de Clarisas, dedicadas al trabajo y la oración.

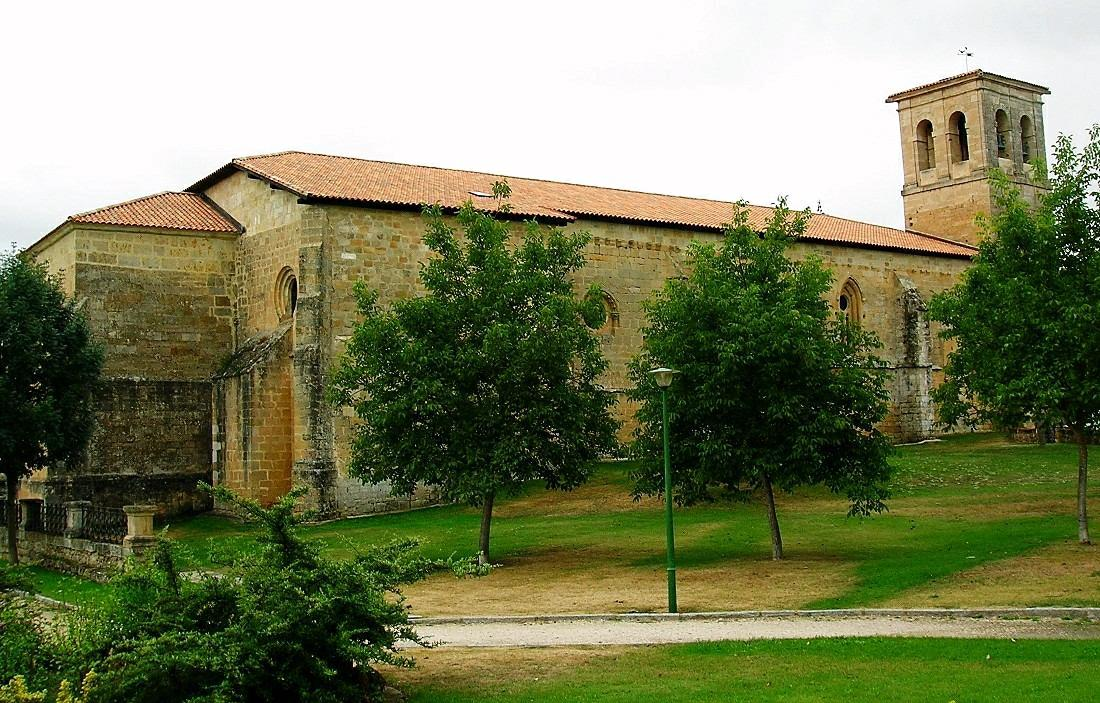
Ermita de Nuestra Señora del Salcinar y del Rosario

### Santuario de Nuestra Señora del Salcinar y del Rosario. Sigloxiii
Ermita que alberga a la Virgen del Rosario, patrona de la ciudad. Presta su nombre a las fiestas grandes de la ciudad que celebran el primer domingo en octubre. Se encuentra en el paseo de la Virgen -esquina con la calle San Lázaro-. Es la iglesia más querida por los medineses y muestra de ello es que muchos la eligen para casarse allí.

### Iglesia parroquial de Santa Cruz. SigloXIV

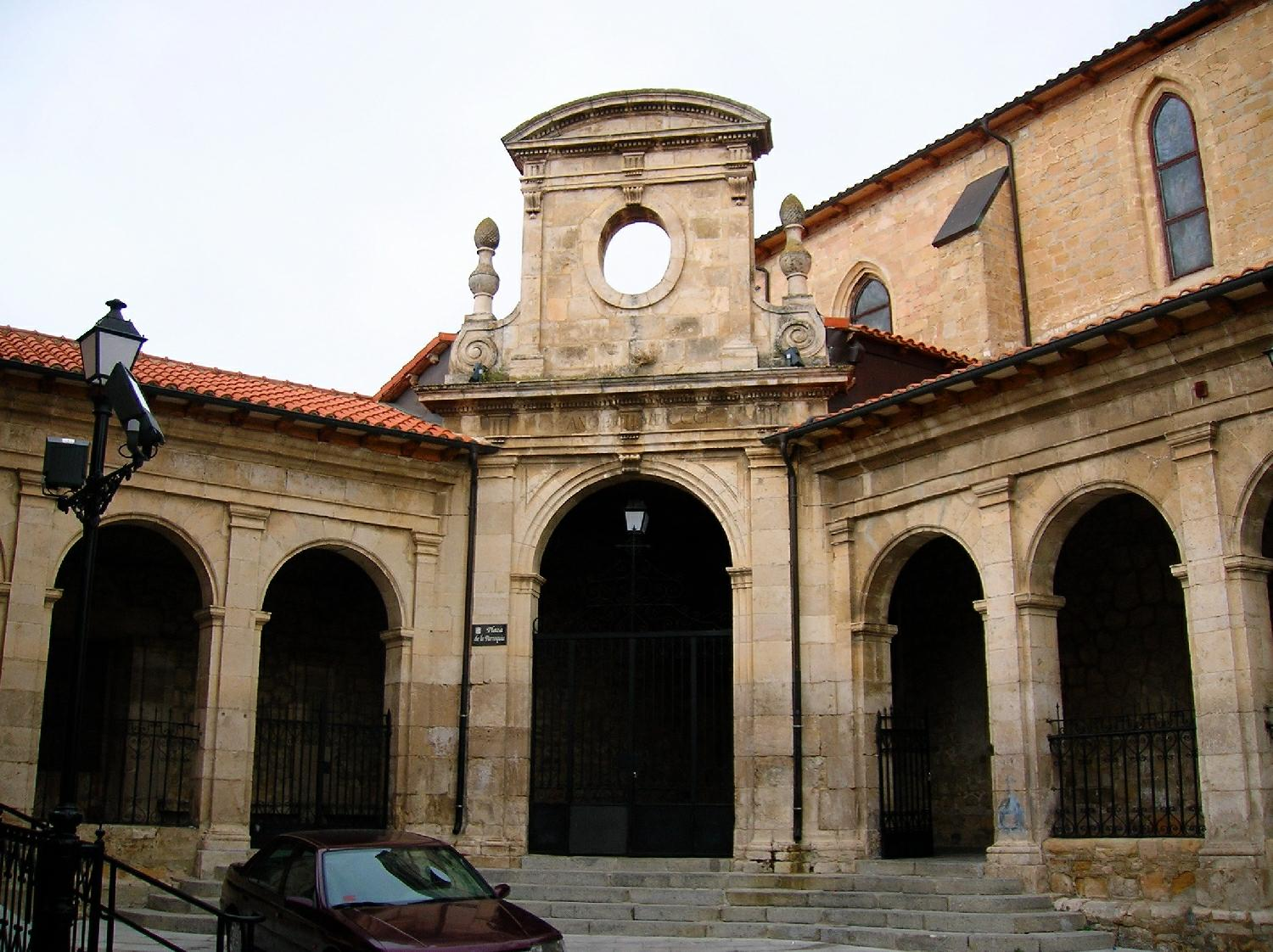
Iglesia de Santa Cruz

Ubicada en lo más alto de la ciudad, al final de la calle Santa Cruz, está recostada sobre la antigua muralla.
En el Altar Mayor se puede apreciar el bello retablo tardo-gótico, del siglo xv dedicado a San Juan Bautista.
En los laterales, se encuentran los mausoleos de los Salinas y de Pedro Ontañón, embajador de los Reyes Católicos. Sustraído de su lugar original en Salinas de Rosio.
Una placa a la entrada del templo recuerda el sínodo diocesano celebrado en esta iglesia en noviembre del año 1500, por el obispo de Burgos fray Pascual de Ampudia el único de la historia celebrado fuera de la capital.
Además de actos religiosos, y debido a su buena acústica la parroquia es empleada para la realización de actos musicales por la banda municipal de música y las corales, sean locales o foráneas.

### Convento de San Pedro de la Misericordia. SigloXVIII
Convento situado junto a la plaza de Somovilla, en la parte baja del casco histórico. Hoy en día se encuentra cerrado.
Del convento quedan la iglesia consagrada a San Pedro de la Misericordia, las antiguas escuelas, unas casas que dan a la calle Laín Calvo (calle Menor) que las usan asociaciones recreativas (peña Athletic) y el nuevo convento que se construyó en 1973 después de vender la huerta y el antiguo convento de piedra. También permanece en pie la primera parte del antiguo convento, cuya capilla es una cafetería bastante elegante y el resto de lo que queda del edificio es de un hotel. La iglesia es reconocible desde la plaza porque en su campanario anidan cigüeñas.
En lo que fue la antigua huerta del convento se levantan edificios y la actual plaza de Somovilla, esta plaza es el centro de la localidad desde mediados de los años 80.

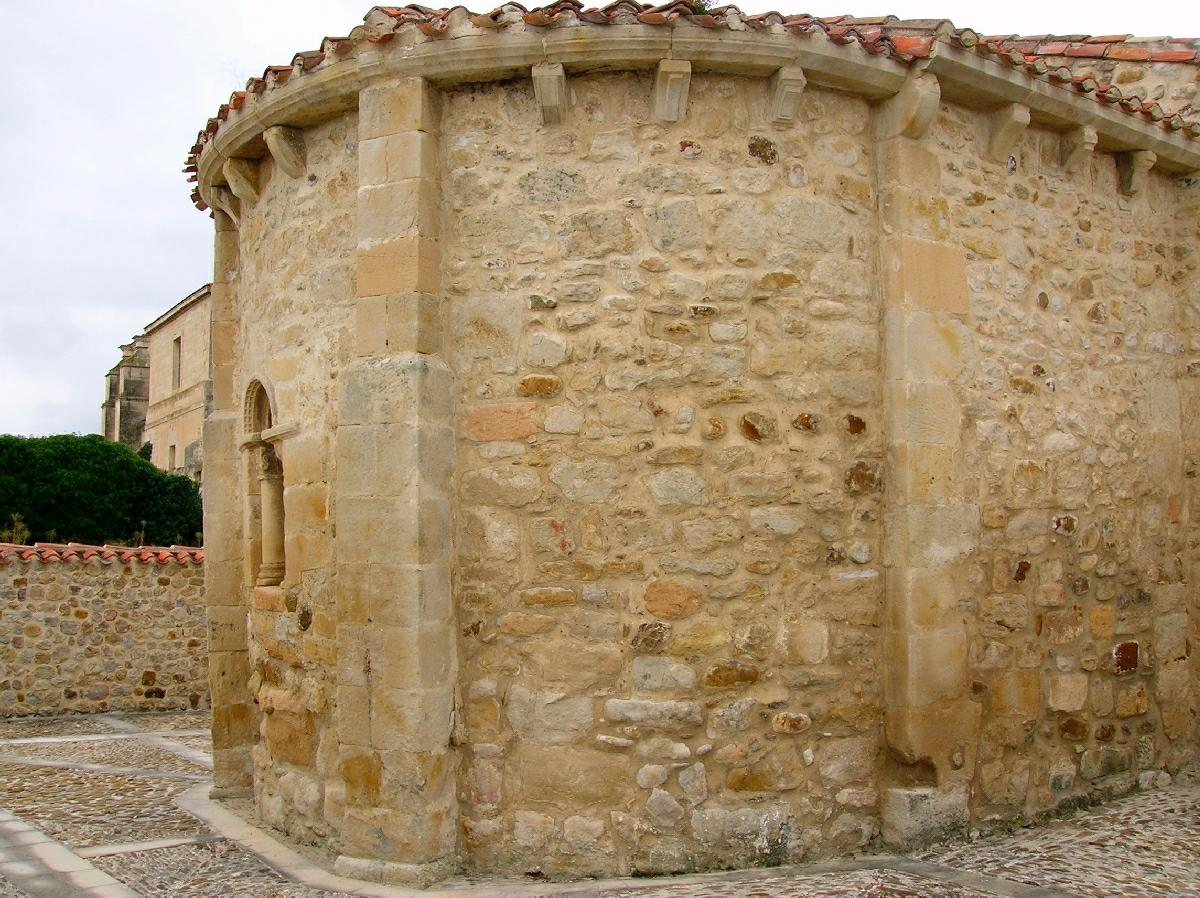
Ermita de San Millán

### Ermita de San Millán. SigloXII
Es el edificio más antiguo de los que se conservan en la ciudad, situado junto al monasterio de Santa Clara y a las ruinas del Hospital de la Vera Cruz.
Durante muchos años se utilizó como establo, pasando casi inadvertida para la mayoría de los medineses aunque conocida por muchos por ermita de Santa Lucía.
En el último decenio del siglo XX fue restaurada y aunque no recuperó su carácter sacro, la ermita de San Millán se ha convertido en la sede de El centro de interpretación del Románico de Las Merindades.

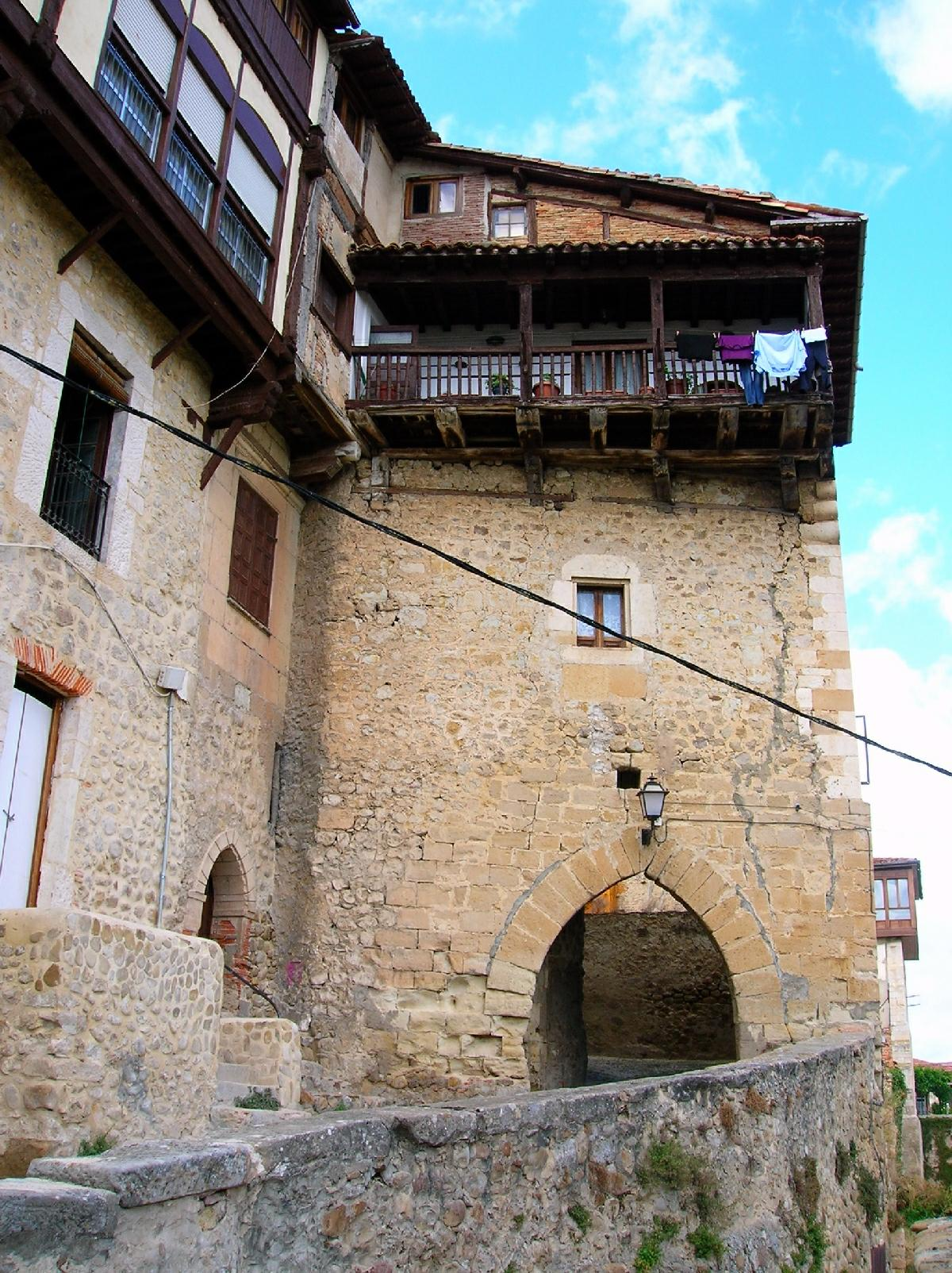
Arco de la cadena

### Arco de la Cadena. SigloXV
Es una de las puertas que daba acceso a la ciudad amurallada bajo la casa torre del antiguo alcaide. Se trata de un punto dominante y fuerte de las defensas del barrio castellano, desde donde se puede apreciar una buena vista de las casas colgantes.
Aunque su denominación correcta es puerta de la Cadena, siempre se ha conocido como "arco de la cadena". Debe su nombre al hecho de estar instalada en ella las dos ferradas hojas de roble que cerraban el barrio castellano tras la queda, mediante cabrestantes y cadenas, trancas y retranca.
Mientras se construyó el alcázar y después, mientras vivieron en él los señores de la entonces villa, hoy ciudad, el alcaide habitó en el torreón situado encima de la puerta, punto dominante y fuerte que bien podía resistir cualquier acometida. El torreón corresponde hoy con la llamada casa del Arco de la Cadena, propiedad de la familia Ordozgoiti, cuyos antepasados fueron Alcaides de Medina de Pomar.

### Arco de la Judería. SigloXVI
Cuando se erigió, ya no existía población judía en Medina al haber sido expulsada por los Reyes Católicos. Formó parte de la cerca de la muralla.

### Casa de los Salinas / Paz. Sigloxiii

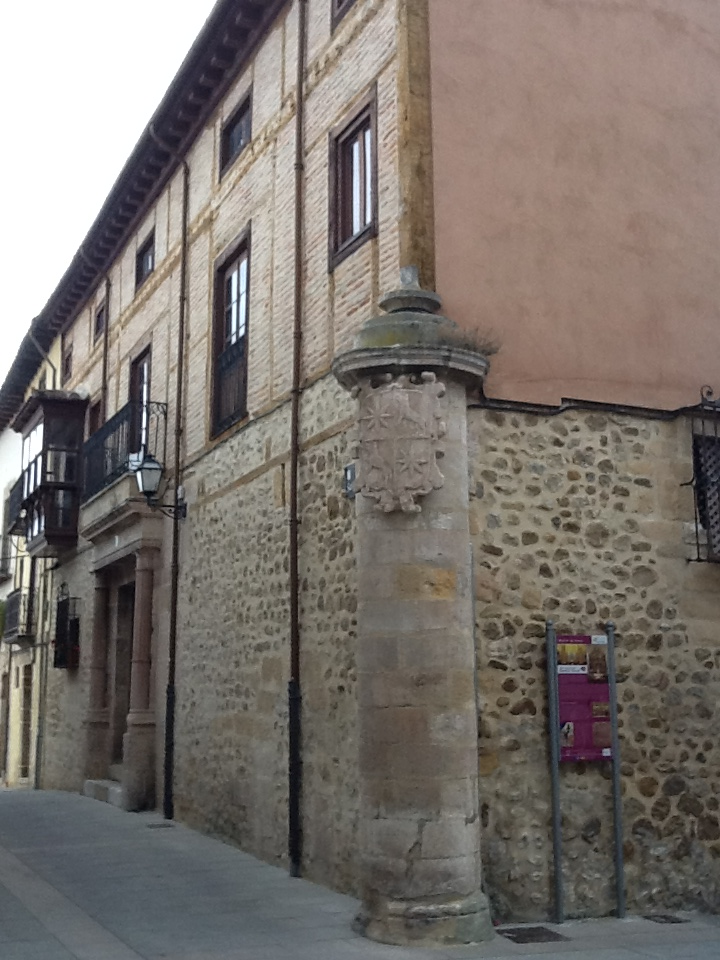
Casa Salinas-Paz. Siglo xiii

Situada en la parte más alta de la ciudad junto a la iglesia parroquial de La Santa Cruz, con cuyo pórtico hace medianía. Bases del siglo xiii, manteniendo todavía tracerías medievales góticas en la parte interior de las ventanas bajas. Se trata de la construcción civil más antigua de Medina de Pomar, anterior incluso al Alcázar de los Condestables.
Curiosamente se denomina Casa Palacio de los Salinas por error del historiador medinés y miembro de la Real Academia de la Historia, Julián Sainz de Baranda. En su libro sobre Medina de Pomar, escrito en torno a 1930 y todavía la gran referencia histórica de la ciudad, se hace esta afirmación a partir del escudo exterior que se adjudica a la familia Salinas, en lugar de al linaje de los del Hierro, como realmente corresponde. Juan Sáez del Hierro casó con Leonor Fernández de Salinas entrando el segundo apellido en los descendientes de la familia en el siglo XVII.
En su actual muro de poniente se observa claramente el perfil de la torre defensiva sobre la que se fue ampliando, a partir del siglo XVI, tanto en altura como en anchura, hasta llegar a la actual casa-palacio. También es posible ver las trazas de la construcción original en la fachada principal.
Este tipo de edificaciones respondía a cierta función militar y, principalmente, como atalaya sobre el territorio, controlando los accesos a Medina desde Villarcayo, río Trueba y entrada a la ciudad por la actual carretera a Bilbao.
La datación de esa primera edificación se centra en el primer cuarto del siglo xiii, aproximadamente 1210.
A partir del siglo XVI, con la unidad de España bajo los Reyes Católicos,la función militar pasa a ser innecesaria pero las torres siguieron conservándose como signo de poderío señorial.
Dotada de un dintel renacentista en su fachada, muestra refuerzo de un cuerpo cilíndrico esquinero donde se ubica el escudo de los Hierro (en cuatro cuarteles encontrados, dos lobos y dos estrellas). En tiempos mantuvo un acceso directo al pórtico de la iglesia. La edificación está formada por sótano, cuadras, zaguán de entrada con dos viviendas de servicio y antiguo granero, planta principal y desván. Originalmente estaba unida a la conocida como casa del coadjutor, actualmente en proceso de restauración, pero fruto de una testamentaría se segregó está última en el siglo XIX, aunque comparten elementos de sustentación. Cuenta con un pequeño huerto de dos alturas en terraza.
A lo largo de los años, la casa-palacio, de cuatro alturas, ha sido, además de residencia señorial y centro social de la burguesía medinesa, colegio de señoritas, fábrica de lejías, refugio y escondite de liberales durante las guerras carlistas gracias a sus dobles techos utilizados a tal fin, o consulta médica hasta mediados del siglo XX. La casa ha sufrido varias restauraciones, permaneciendo siempre en la misma familia aunque los apellidos han cambiado debido a las primogenituras femeninas (Del Hierro, Salinas, Paz, Arnaiz y, actualmente, del Río).

### Calle Mayor
Es la subida principal al centro del cerro sobre el que se construyó la antigua villa medinesa. Eje de la vida medinesa, entrada y salida a la ciudad amurallada, durante siglos. Divide la plaza Mayor, localización del Ayuntamiento del núcleo histórico de la ciudad burgalesa, en dos partes simétricamente iguales donde se albergan diferentes casonas u otros palacetes al lado diestro de la calle Mayor por el cual hay un camino para llegar al antiguo castillo de los Velasco construido en el siglo XIV recientemente reformado gracias a las reformas ejecutadas en la época de José Manuel Marañón López. Al lado opuesto, uno se halla el Ayuntamiento del siglo XIX y de estilo neoclásico castellano junto a la fuente principal de Medina. En el lado izquierdo de la plaza Mayor se encuentra uno de los miradores principales donde se observa el antiguo carácter agrícola de la villa y ciudad merindesa desde donde se observan antiguos surcos de acequias para el regadío, huertas, etc. mientras que en torno al cerro se siguen observando restos de la vieja muralla medieval.
En su tramo alto vertebraba el recinto amurallado del barrio cristiano medieval que acogía hasta los años 70-80 los cafés más representativos y las tiendas más importantes, sobre todo textiles y de zapatería hasta el "boom" demográfico provocado a partir de la compraventa de pisos por parte de veraneantes procedentes del Gran Bilbao y Madrid de clase obrera y media. Entonces, el centro neurálgico de la vida socioeconómica y comercial se trasladó a la N-623, actuales Avenidas de Bilbao y Santander.
En su parte inferior que finaliza en la plaza de Somovilla se concentra el mayor número de pequeños comercios como peluquerías, reparación de calzado o ferreterías. En la parte central, se sitúa la estatua de bronce del fundador de Asunción (Paraguay) anteriormente situada en la plaza Somovilla reformada en 2009. Así como, ya llegando al tramo final nos encontramos el Arco de la Judería donde está situada la última parte de la antigua artería principal del casco histórico medinés.
Aunque, perdiese la fuerza comercial de antaño sigue siendo escenario de la mayoría de acontecimientos socioculturales de Medina de Pomar, tales como la entrada histórica de Carlos I de España y V de Alemania o los acontecimientos músico-culturales son típicos en torno a esta calle en las fiestas patronales de la población, entre otras.

### Monumentos singulares
- Puente medieval: situado en el antiguo camino de Villarcayo. Dispone de tres arcos de medio punto, aunque debido al abandono y la erosión provocada por los diferentes elementos naturales apenas deja distinguir dos arcos. A pesar de que tradicionalmente se ha tenido por romano, no cumple ninguna de las características de los puentes romanos según los estudios de Manuel Durán.[7]
- Calzada romana en el casco urbano de Medina.[8] Aún se puede encontrar algún tramo singular en una finca privada cerca del polígono industrial.
- Calzada romana en la pedanía de Salinas de Rosío. Donde se conserva un tramo de calzada en buen estado[9] al que se ha hecho una cata arqueológica para confirmar su condición de calzada romana.
- Puente contemporáneo: da acceso a la nacional N-629, Laredo-Pancorbo, que recorre el municipio por dos de sus tres avenidas principales de norte a sur. Es una obra civil que salva el cauce del río Trueba, levantado a principios del siglo XX sobre la base de un puente antiguo de origen medieval.

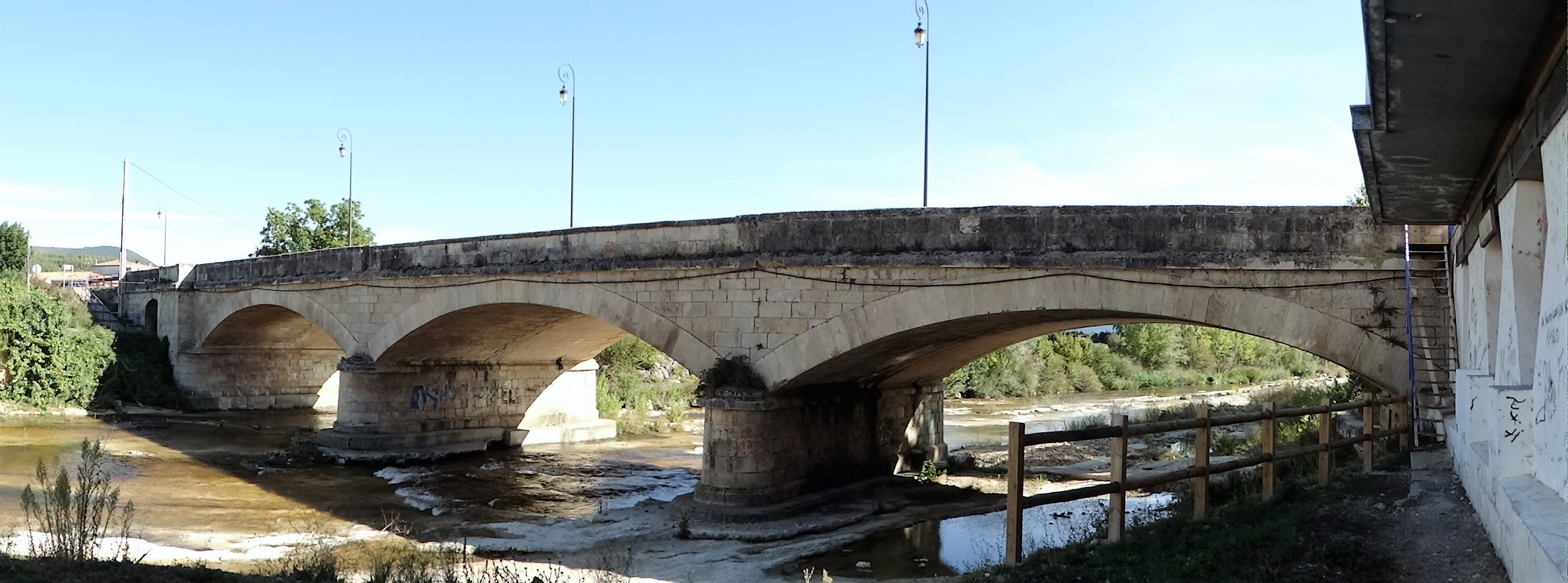
Puente sobre el río Trueba

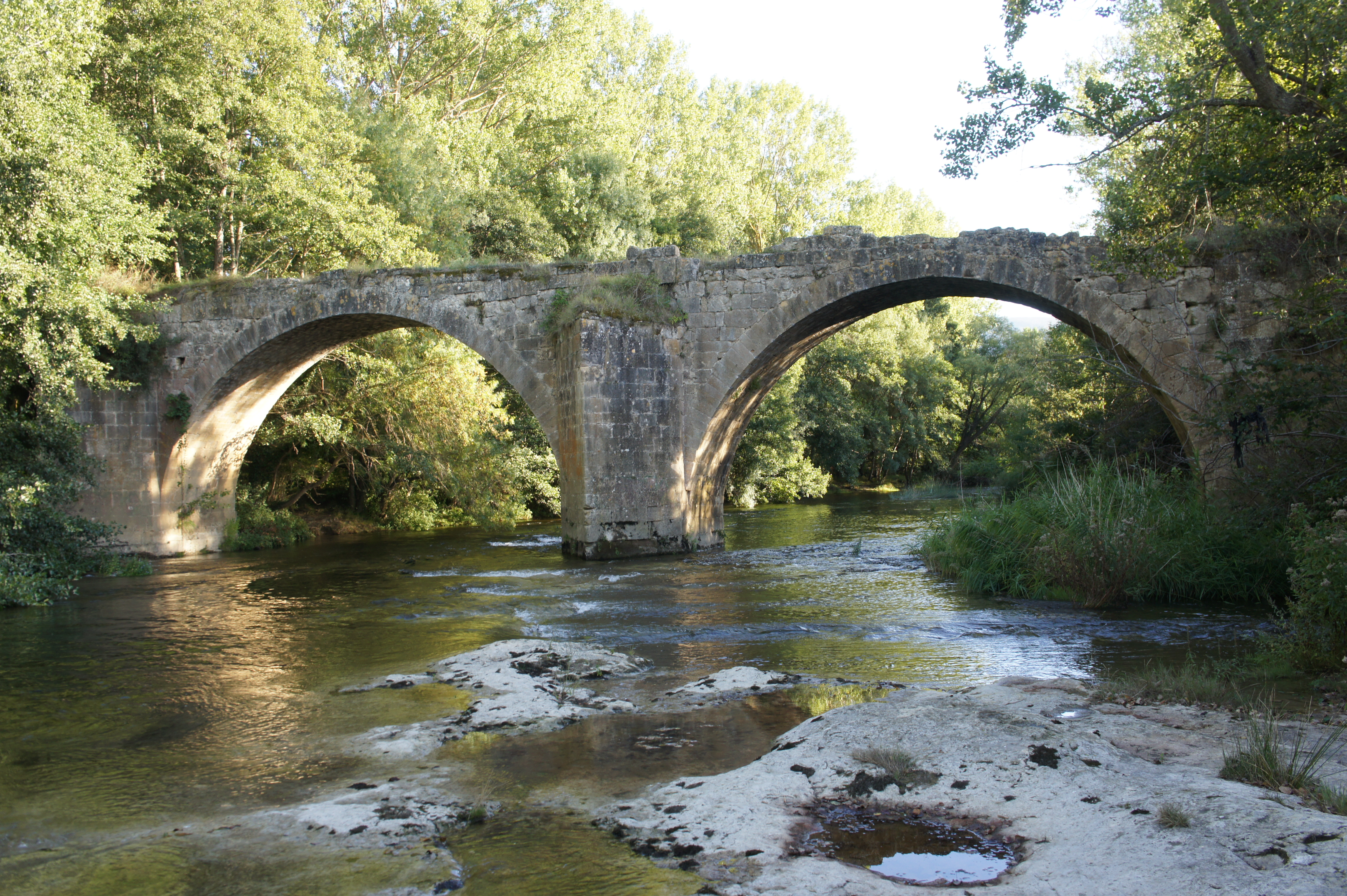
Puente de Villarias sobre el río Nela

- Estación de tren: Fue la antigua estación ferroviaria tanto para transporte de mercancías y personas. Esta se construyó en los años 30 e inaugurada en dicha época fue un precedente del proyecto de la línea Santander-Mediterráneo que, debido a la Guerra Civil y problemas presupuestarios para atravesar el Sistema Cantábrico por la zona pasiega de la antigua provincia de Santander, fue clausurada. La estación era de uso común y diario para los habitantes del municipio hasta 1985 cuando cerró la línea Villarcayo-Burgos, que fue una parte del trayecto correspondiente de la línea Santander-Mediterráneo manteniéndose solamente esta conexión con la capital burgalesa dentro de la parte norte de Burgos. Actualmente, nos encontramos un asador típico castellano enfrente con el nombre de "La Estación".

### Plazas
- Plaza Mayor, situada en la zona más alta del casco viejo, fue la plaza principal de Medina en el pasado, en ella se pone el mercado semanal de los jueves. Actualmente, tiene importancia en fiestas patronales o los fines de semana, por los bares y fiesta nocturna. Tiene unas hermosas vistas de la ribera del río Trueba y las huertas.
- Plaza de Somovilla, situada en pleno centro geográfico de la localidad, donde confluyen la parte vieja y nueva de la cabeza municipal. Aquí confluyen las cuatro principales calles de la localidad (avenidas de Bilbao, Burgos y Santander, con la calle Mayor -peatonal-). Es una plaza amplia y peatonal, alrededor de la cual se ubican los principales bares de la localidad, por ejemplo el Fervi, el Pereda 2, las Merindades, Los Condestables, el Tres Cantones, Moem, la Granola, entre otros.

## Cultura

### Museos

#### Oficinas de turismo
La localidad cuenta tres puntos de información al visitante: una situada en la calle Mayor, en los bajos del Ayuntamiento, en el Museo Histórico de Las Merindades (Alcázar de los Condestables), ambos de titularidad municipal y una tercera, el CIT, también en la calle Mayor.

#### Museo Histórico de las Merindades
Está ubicado en el interior del Castillo de los Velasco, o Alcázar de los Condestables, en pleno casco viejo.
Se distribuye en cuatro plantas y alberga documentos, manuscritos, restos arqueológicos y enseres que muestran la historia del pueblo y permite conocer solo la historia del pueblo de Medina. Asimismo, se realizan visitas guiadas, actividades y exposiciones temporales.
En la planta baja del museo podemos encontrar la recepción, la sala de Las Merindades y la sala de Exposiciones. En la primera planta encontraremos la Sala Noble del Alcázar, una ambientación del siglo xvi y la sala de Arqueología. En la tercera planta se ubica la sala de Historia y Patrimonio y la sala de Etnografía. Finalmente, se podrán observar unas vistas espléndidas de la ciudad desde la terraza y visitar la sala de Bellas Artes.
Por su contenido museográfico, el Museo Histórico de Las Merindades está incluido en la Red de Museos de la Junta de Castilla y León.

#### Museo de Santa Clara
Ubicado dentro del Monasterio de Santa Clara y situado en lo que una vez fue la cripta o el pudridero. En él se enseñan las obras de arte y reliquias del monasterio, la mayoría donadas por la familia Fernández de Velasco, benefactores-patronos del monasterio en el pasado. El proyecto museístico desarrollado en 2013, ha incorporado nuevas tecnologías, ha sido realizado por el arquitecto Jesús Castillo Oli y ha contado con el apoyo de la Junta de Castilla y León y la Fundación Santa María la Real de Aguilar de Campoo. Muchas de sus piezas han participados en diferentes ediciones de la exposición Las Edades del Hombre. Entre las obras sobresale un Cristo yacente obra de Gregorio Fernández realizada en torno a 1623 y considerado como una de las cinco mejores obras del autor y un ejemplo único de escultura barroca.
También son reseñables una alfombra mudéjar del siglo xiv. y varias tablas flamencas, especialmente La Adoración de los Reyes Magos pintada por Hans Memling, durante el último tercio del siglo xv o La Sagrada Familia con Santa Ana (1604), de Hendrick de Clerck. También es notable el Cristo de Lepanto, uno de los 3 crucifijos tallados en marfil en 1571 que el papa Pío V entregó a cada nación que luchó en la batalla de Lepanto; además de variados cálices y joyería.
La iglesia del monasterio es panteón funerario de los Fernández de Velasco, familia que fundó y mantuvo el monasterio. Además de las tumbas cabe ver los altares.

#### Museo del románico en Las Merindades
Ubicado en la antigua ermita de San Millán en Medina, dentro del complejo del monasterio de Santa Clara. Se expone una perspectiva a base de paneles del románico en la zona. Para visitarlo, preguntar en las oficinas de turismo o en el museo de las Merindades.

### Fiestas

#### Fiestas del Rosario
Las fiestas principales de Medina se celebran el primer domingo de octubre en honor a su patrona, la Virgen del Rosario, las fiestas duran 2 fines de semana y el lunes y martes siguientes al primer fin de semana; ampliándose las fiestas hasta el día de la Virgen del Pilar, patrona de la Hispanidad.
Durante estas fiestas se realizan las bajadas de peñas, usuales también en San Isidro, festejos taurinos (corridas, encierros, suelta de vaquillas, recortes), romerías, verbenas, conciertos de música clásica, actividades lúdicas infantiles, campeonatos de juegos tradicionalmente castellanos (mus, bolo castellano, petanca, brisca, tute, chinchón).
Todo amenizado por sus animadas y coloristas peñas tradicionalmente típicas de las fiestas patronales de Castilla la Vieja, estas son:
| - Los Chupetos - La Lata - El Olvido | - Dios te Libre - El Trompicón - La Mosca | - Los Bufis - 2000 y Pico - La Corba | - Los Nocturnos - La Leña - Las Charitos |  |

#### Fiestas de San Isidro
Las fiestas menores de Medina se celebran el sábado más cercano al 15 de mayo en honor de San Isidro, patrón de los labradores. Los actos de esta jornada lo constituyen la misa solemne en la ermita del Rosario, procesión de la imagen de san Isidro en el entorno del templo y bendición de los campos, acompañado por las autoridades y fieles asistentes; amenizado por el grupo de danzas "Raíces" y los dulzaineros. Con toros por la tarde y verbena por la noche. El 16 de mayo se realiza la subasta del "ramo" en la plaza Mayor.

### Festividades

#### Ruta de Carlos V

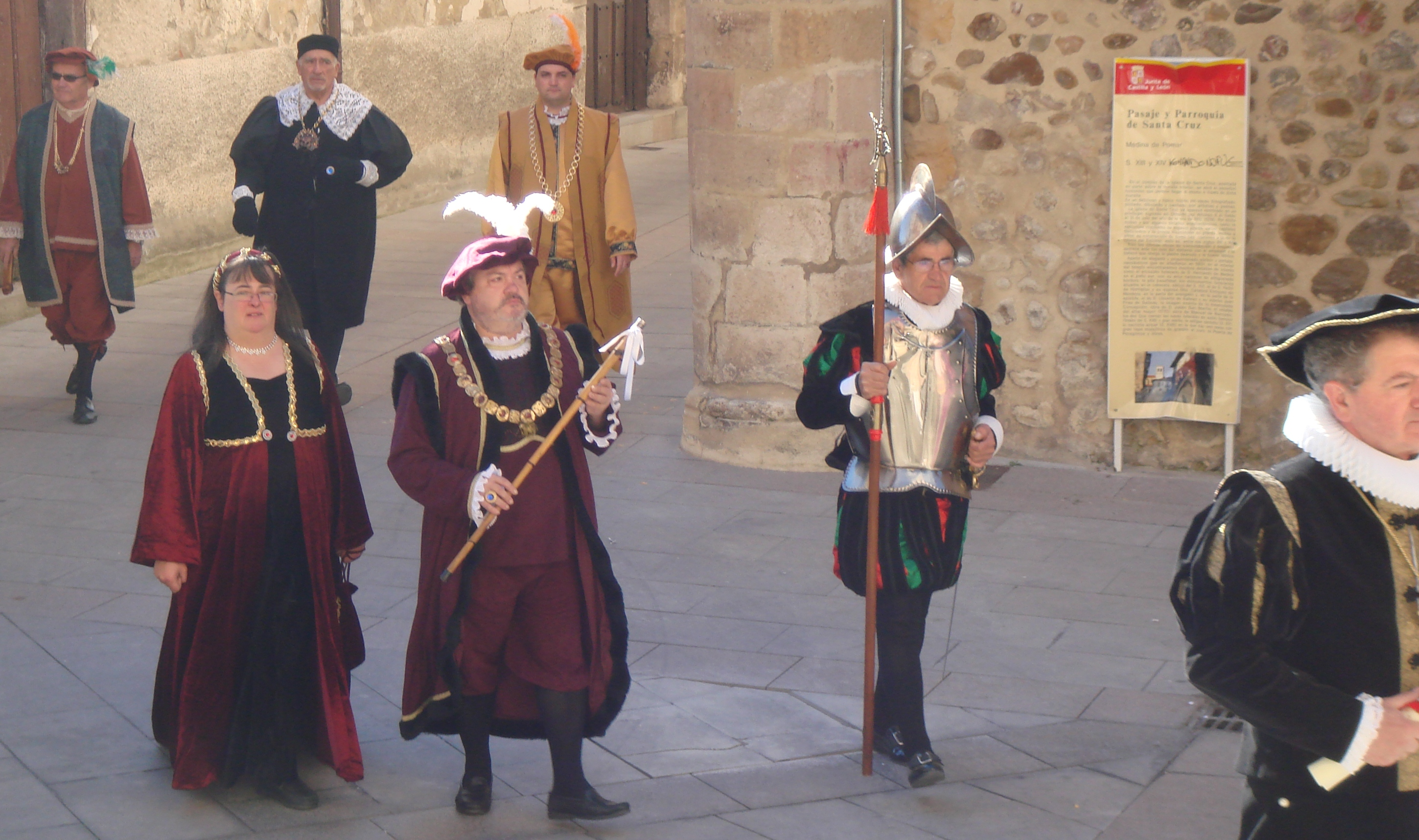
Recreación de la entrada de Carlos I en Medina de Pomar

Los 24 municipios españoles en los que pernoctó Carlos I de España y V de Alemania [1500-1558] en su último viaje con destino al Monasterio de Yuste (Cáceres) se han unido en un proyecto común denominado "La ruta de Carlos V". Carlos V desembarcó el 28 de septiembre de 1556 en Laredo (Cantabria) para dos días después iniciar su recorrido hacia Yuste, donde llegó el 5 de febrero de 1557 tras permanecer varias jornadas en Jarandilla de la Vera (Cáceres).
El tercer fin de semana de octubre se realizan los actos de recibimiento del emperador en las calles del casco histórico con un mercado renacentista.
El domingo por la mañana se hace un desfile imperial, donde se recibe al emperador y su séquito proveniente de Cantabria en la avenida de Bilbao donde se les recibe por el señor de Medina el Condestable y las autoridades de la entonces Villa, a continuación todos desfilan hasta la plaza del Corral, donde el acto finaliza con un discurso del emperador y las autoridades.

#### Semana Santa
Aunque la tradición es religiosa se transformó en secular desde el último siglo pasado. La Semana Santa medinesa se ha transformado en un acontecimiento de interés provincial congregando a miles de personas por todo el recorrido.
La mayoría de imágenes proceden de la iglesia parroquial de Santa Cruz y del Santuario de Nuestra Señora del Rosario.
Actualmente procesionan grupos de amigos por la tarde de Viernes Santo, tras la celebración de los oficios propios de la Edad Antigua. El recorrido de la procesión con el Cristo en la cruz atraviesa las principales calles de la localidad, partiendo desde el Monasterio de las Clarisas, continuando por la subida al recinto histórico, desviándose hacia el Castillo de los Velasco, plaza Mayor, atravesando la calle Mayor y tras atravesar el Arco de la Judería bajando por la calle Mayor virando hacia la zona llana de la localidad cerca del recinto del Ferial, pasando por la plaza de Somovilla y atravesando la avenida Burgos para regresar por la zona paralela al Río Trueba hasta llegar a la iglesia de Santa Clara para finalizar en el Monasterio de las Clarisas de nuevo.

### Más festividades
Carnavales de Medina
Fiestas tradicionalmente paganas que marcan el inicio de la Cuaresma cristiana por el rito católico. El sábado por la tarde hay desfile con carrozas y disfraces.
El Carmen
16 de julio. Se celebran actuaciones por la tarde en la plaza del Corral.
La Noche en Blanco
La Noche en Blanco de Medina de Pomar se celebra el primer viernes de agosto. Es una noche de acceso gratuito a la cultura, una noche que combina gratuidad, vanguardia, ciudadanía y sostenibilidad.
El pueblo de Medina de Pomar abre sus puertas para que todos los medineses y ajenos a la localidad conozcan y disfruten del patrimonio a histórico-arquitectónico; así como, actividades artísticas de todo tipo, talleres para todos los públicos, etc., en horario de 20:00 a 2:00 h. Por otro lado, es el único día donde permanecen abiertos los negocios tradicionales de Medina hasta bien entrada la medianoche que contraviene con la última modificación de los horarios comerciales impuestos por las nuevas modificaciones del Código de Comercio español.
San Agustín
Se celebra el 28 de agosto con verbena en la plaza de Somovilla.

### Concentraciones culturales
Concentración de encajeras de bolillos
Se trata de una concentración de carácter nacional que celebra cada dos años organizado por la Asociación de Encajeras de Medina de Pomar. La próxima edición será la IX y se desarrollará el 4 de marzo de 2017.
Exposición concurso del Caballo losino (autóctono) e hispano-bretón
Se celebra anualmente en la pedanía de Criales.

### Gastronomía
La gastronomía es uno de los atractivos de la localidad. De las huertas de la localidad destacan las lechugas y patatas. De sus carnes merecen destacar por su sabor, frescura y cría al aire libre del ganado, destacando las morcillas de Burgos producidas en la comarca. En abril es típico comer revuelto de perrechicos.
Durante la Semana Santa caracoles en salsa de setas y el Domingo de Pascua es típico merendar la rosca, que es un rosco o chori-pan aplanado en cuya capa media se ponen rodajas de chorizo, panceta, beicon, huevo,... (cada uno lo hace a su manera) y se hace al horno como cualquier producto de panadería.
De su repostería mencionar las pastas y los hojaldres. Las cartas de sus restaurantes combinan platos de cocina castellana, vasca, y los de nuevas tendencias culinarias, además, en algunas festividades, se ofrecen degustaciones gastronómicas.

## Servicios

### Educación
En Medina se ubican diferentes centros educativos desde guarderías hasta escuela de Formación Profesional:
- Guarderías: Dos guarderías de titularidad privada una a medio camino entre la ermita de San Millán y el camino al Monasterio de las Clarisas y otra situada en el recinto ferial donde en su parte más amplia se localizan las atracciones en las fiestas patronales de la Virgen del Rosario.
- Colegio San Isidro, colegio público de Primaria en el paseo la Virgen, consta de 2 superficies. Principalmente acuden alumnos del municipio de Medina de Pomar, además de parte de la Merindades de Montija y Cuesta-Urría.
- IES Castella Vetula, ubicado en el paseo la Virgen, se imparten clases de ESO y Bachillerato. Además de los citados anteriormente, acuden alumnos de Trespaderne, Cuesta Urría, Tobalina, Frías y del Valle de Losa.
- IES La Providencia, ubicado en el casco viejo, se imparten ciclos de grado medio y PCPI. Principalmente acuden los alumnos citados anteriormente que lo desean, además de otros muchos de diferentes poblaciones de la comarca.

### Residencia ancianos
La residencia Nuestra Señora del Rosario está ubicada junto a la ermita de su mismo nombre. Es una entidad mixta público-privada, en la cual tienen gran importancia sus benefactores.

### Edificios públicos
- Ayuntamiento, ubicado en la plaza Mayor o plaza del ayuntamiento, en pleno casco viejo.
- Estación de autobuses, en el centro de la localidad, cerca de la plaza de Somovilla en la calle Doctor Fleming.
- Centro de salud, en el centro de la localidad en la avenida de Santander S/N. Dispone de urgencias y ambulancias UVI móvil.
- Puesto de la Guardia Civil, ubicado en la avenida de Santander, cerca del centro de salud. Cuenta con un destacamento de Tráfico.
- Policía municipal, situada en la calle la Ronda.
- Bomberos y base aérea de extinción de incendios en el barrio de Pomar.

## Economía
Las actividades que sustentan la economía local son, por orden de importancia: servicios, construcción, agricultura e industria.

### Sectores económicos
Sector servicios
Con un comercio en el que tiene importancia el turismo de fin de semana: tiendas, carnicerías, supermercados, ferreterías, inmobiliarias, seguros...
Tiene gran peso la hostelería como sustento de la actividad turística, con bares, restaurantes, hoteles, restaurante-cerveceras y camping (en el barrio del Vado).
Sector agrario
Principalmente agricultura y en menor medida ganadería.
- Agricultura: la actividad agrícola se divide en 3 partes: (1) tierras de labor donde abunda el cereal, (2) huertas, entre todos los productos hortícolas merecen destacar las lechugas, con gran reconocimiento en los mercados, donde se distribuye bajo el nombre de lechuga de Medina y (3) patatas de siembra, cultivadas en el Valle de Losa, del cual, gran parte de sus pueblos forman parte de Medina.
- Ganadería: se distinguen dos tipos de ganado; por un lado bovino, para carne de las carnicerías, y por otro lado, caballar.
Sector industrial
Basado en la construcción. La producción industrial es el sector de actividad menos desarrollado, aunque desde hace pocos años se cuenta con la ampliación del polígono industrial Las Navas.
Desde mediados del siglo XX la ciudad ha cambiado su actividad económica, pasando de basarse casi en exclusiva de la producción agrícola a prácticamente basarse de la actividad turística, procedente en su mayoría de Bilbao y su entorno. A partir de los años 70 del siglo XX se fue desarrollando una oferta turística con dos ejes fundamentales: 
- una amplia oferta de turismo de campo, aprovechando las posibilidades que ofrece la comarca para realizar actividades como la caza, recogida de setas, ciclismo, y otros deportes de montaña.
- una amplia oferta de ocio de hostelería de bares y restaurantes, teniendo relevancia el ocio nocturno potenciado por la apertura de locales como bares y discotecas.

### Comercio
El comercio medinés siempre ha tenido una gran influencia e importancia en la comarca, a ello contribuye que sea el centro económico más importante de la comarca, adaptándose a las nuevas necesidades de los clientes.
El comercio medinés más implantado es el siguiente, aunque existen más tipos: 
- Comercio tradicional alimenticio: carnicerías, pescaderías, fruterías y panaderías.
- Inmobiliarias.
- Tiendas de ropa, deportes, caza y pesca.
- Seguros y banca.
- Ferreterías y artículos de construcción.
- Supermercados.

- Ferias y mercadillos: actualmente, en la ciudad se celebran tres ferias anuales y un mercado semanal los jueves.

Estas ferias se distribuyen a lo largo del año y son:
La Ascensión (40 días después de Semana Santa)
Santa Marina (19 de julio)
San Miguel (30 de septiembre)
Muchos pueden creer que estas fechas son aleatorias o impuestas por el incremento estacional de la población y de la actividad económica o por la administración. Nada más lejos de la realidad, todas ellas hunden sus raíces en el pasado de la ciudad y de la comarca.

### Polígono industrial Las Navas
Situado a la entrada de Medina desde Bilbao.

## Hermanamiento
- Asunción (Paraguay)